# Concordia (circonscription électorale)
Pour les articles homonymes, voir Concordia.
Circonscription électorale provinciale du Canada
Concordia est une circonscription électorale provinciale du Manitoba (Canada).
La circonscription est entourée au sud par Saint-Boniface, à l'ouest par Elmwood, au nord par Rossmere et à l'est par Radisson.

## Liste des députés
|  | Peter Fox  | Néo-démocrate | 1981 - 1986    | 32e |
|  | Gary Doer  | Néo-démocrate | 1986 - 1988    | 33e |
|  | Gary Doer  | Néo-démocrate | 1988 - 1990    | 34e |
|  | Gary Doer  | Néo-démocrate | 1990 - 1995    | 35e |
|  | Gary Doer  | Néo-démocrate | 1995 - 1999    | 36e |
|  | Gary Doer  | Néo-démocrate | 1999 - 2003    | 37e |
|  | Gary Doer  | Néo-démocrate | 2003 - 2007    | 38e |
|  | Gary Doer  | Néo-démocrate | 2007 - 2010    | 39e |
|  | Matt Wiebe | Néo-démocrate | 2010 - 2011    | 39e |
|  | Matt Wiebe | Néo-démocrate | 2011 - 2016    | 40e |
|  | Matt Wiebe | Néo-démocrate | 2016 - 2019    | 41e |
|  | Matt Wiebe | Néo-démocrate | 2019 - 2023    | 42e |
|  | Matt Wiebe | Néo-démocrate | 2023 - présent | 43e |